# Mulher Raspada de Chartres
A Mulher Raspada de Chartres  é uma foto em preto e branco tirada por Robert Capa em Chartres em 16 de agosto de 1944. Esta foto foi publicada pouco depois na revista Life e tornou-se icônica da épuration sauvage (expurgo selvagem) decretada depois da libertação da França e a severa punição imposta às francesas acusadas da chamada colaboração horizontal com os ocupantes alemães.

## História
Uma semana depois da libertação de Paris, mulheres colaboradoras do regime nazista, especialmente aquelas que haviam se envolvido romanticamente ou sexualmente com homens alemães, eram punidas na França com raspagem da cabeça e muitas vezes desfilavam pelas ruas como forma de humilhação, antes de geralmente serem enviadas para a prisão. A foto retrata uma dessas mulheres, Simone Touseau, de 23 anos, que trabalhava como tradutora para os alemães e mantinha relação com um soldado alemão desde 1941, e que lhe deu uma filha, ainda bebê quando aconteceu. Ela também foi acusada de denunciar vizinhos, que acabaram sendo deportados, o que ela negou. A foto a retrata carregando a filha nos braços, depois da humilhante raspagem da cabeça e sua testa marcada em vermelho com ferro em sinal de colaboracionismo, enquanto desfila nas ruas de Chartres, seguida por várias pessoas, incluindo mulheres, crianças e policiais. O pai dela caminha na frente carregando uma bolsa, enquanto a mãe, que também sofreu o mesmo castigo, está parcialmente coberta por ele. Ela está sendo escoltada para casa, de onde iria para a prisão.
Este caso e a foto em particular foram o tema do documentário La Tondue de Chartres (2017), dirigido por Patrick Cabouat.
Uma impressão da foto está na coleção do International Center of Photography de Nova York.